# Региональная геология

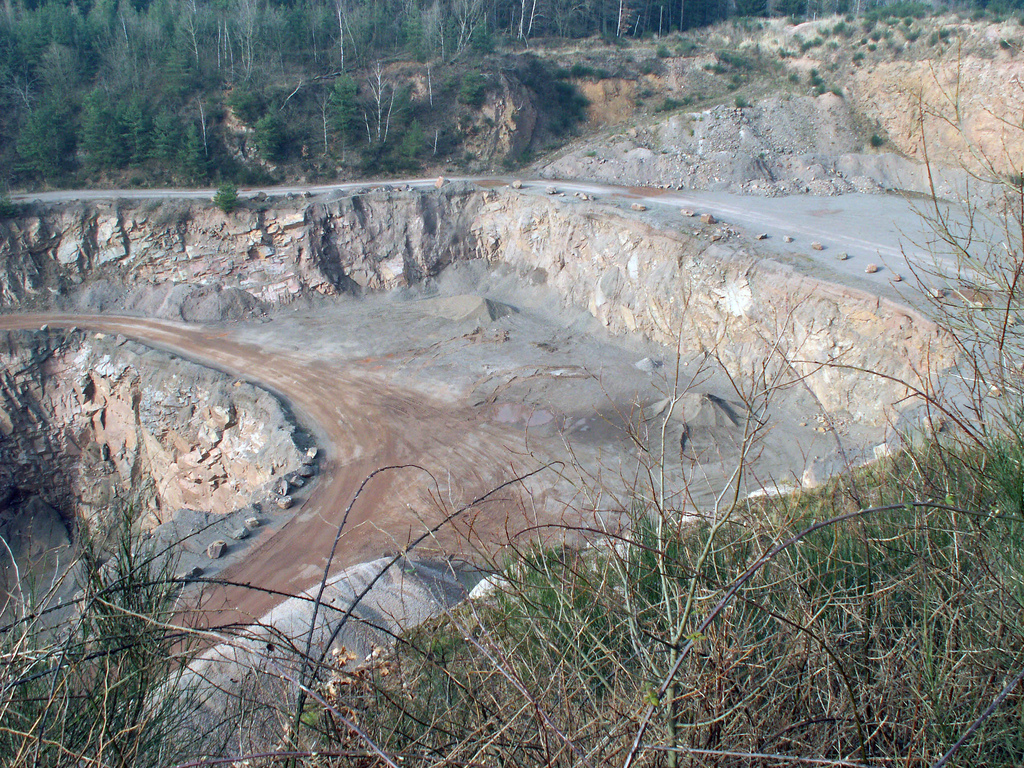
Сиениты кристаллического фундамента

Региональная геология (лат. regionalis — областной) — наука геологического цикла, изучающая общие черты и особенности геологического строения, историю развития и полезные ископаемые отдельных участков (блоков или регионов) земной коры. Региональная геология связывает множество направлений геологии — геофизику, петрографию, литологию, геохимию, стратиграфию и многие другие. Понятие «регион» распространяется на множество разноуровневых геологических объектов — от отдельного месторождения до древней платформы или складчатого пояса .
В пределах региона изучаются осадочные, метаморфические и магматические геологические комплексы и основные этапы его развития. Для выделенных комплексов устанавливаются условия залегания, взаимоотношения, последовательность формирования комплексов во времени и пространстве, палеогеодинамическая обстановка. По результатам указанных исследований восстанавливается геологическая история региона. Кроме выяснения индивидуальных особенностей региона, устанавливаются общие черты одновозрастных структурных единиц разных регионов.
В региональной геологии обосновываются границы объектов (структур), их взаимоотношения с окружающими структурами, выявляются основные типоморфные тектонические элементы, описываются строение, состав и характерные особенности геологических комплексов, слагающих элементы структур. Также устанавливается последовательность смены геодинамических обстановок.

## Районирование

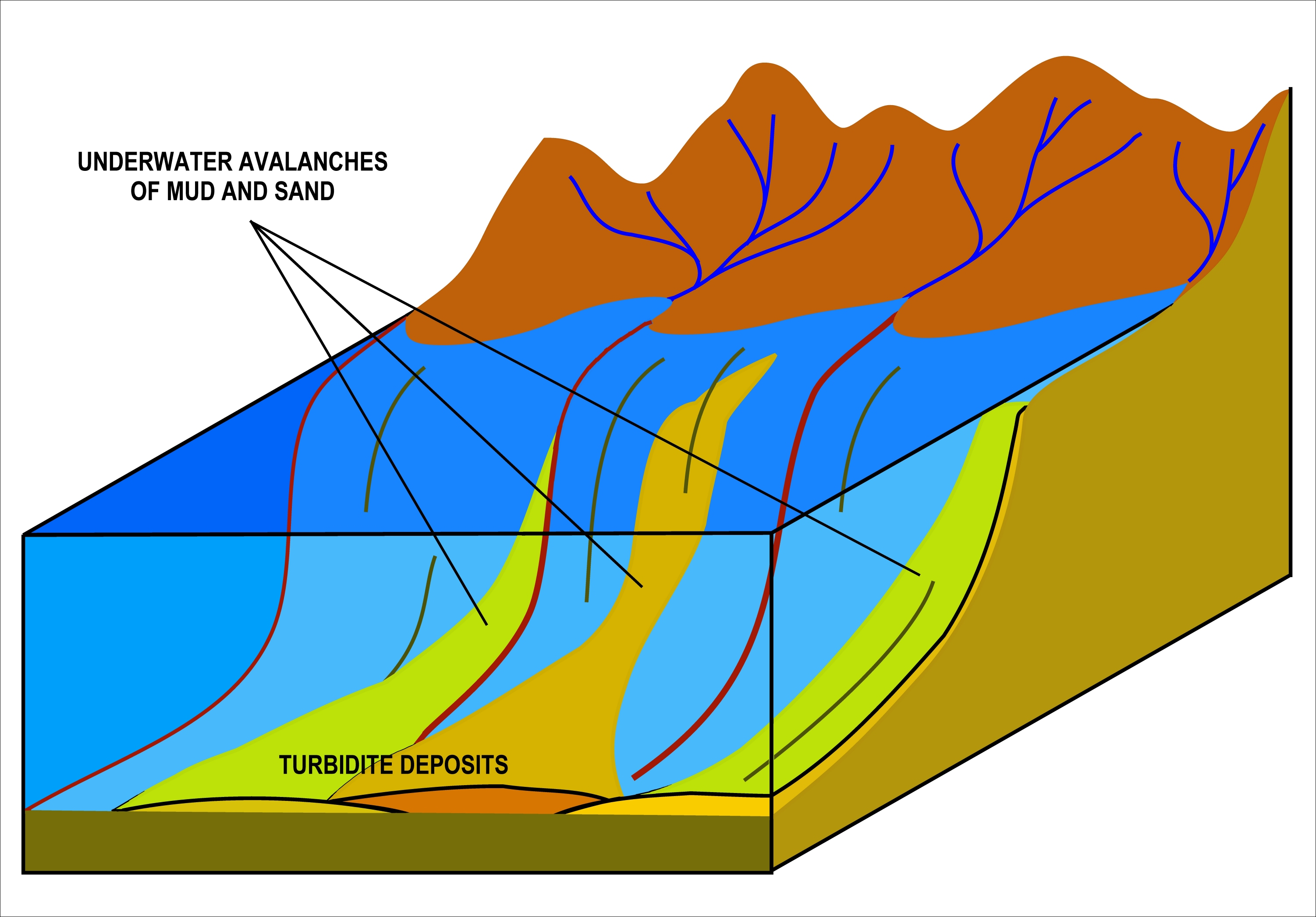
Турбидитовые потоки

Основной задачей региональной геологии, возникающей при изучении регионов является их районирование, то есть подразделение на обособленные структуры. При районировании используются два подхода — геодинамический и тектонический.

### Геодинамическое районирование
Геодинамическое районирование базируется на теории тектоники литосферных плит и принципе выделения комплексов — индикаторов геодинамических обстановок. геодинамическая карта содержит информацию об условиях формирования структурных элементов. Совокупности осадочных, магматических и метаморфических пород, образующиеся в некоторой геодинамической и геотектонической обстановке называются индикаторными формациями.
Современные геодинамические обстановки делятся на 4 группы:
- океанические;
- активные окраины континентов;
- пассивные окраины континентов;
- внутриконтинентальные.

Для каждой группы характерен свой комплекс— индикатор — набор горных пород . Метод индикаторных формаций в районировании базируется на принципе актуализма.
| Типы обстановок                                            | Комплексы-индикаторы |
| ---------------------------------------------------------- | --- |
| Океанические                                               | |
| Океанические срединно-океанические хребты                  | базальты, комплекс параллельных даек, расслоенные габбро и ультрабазиты |
| Абиссальное плато                                          | глубоководные глинисто-кремнистые осадки |
| вулканические внутриплитовые поднятия                      | вулканиты толеитового и щелочно-базальтового составов, вулканомиктовые породы и туфы, рифовые известняки атоллов                                                              |
| Активные окраины континентов                               | субдукционный комплекс — метаморфические тектониты (глаукофановые сланцы) и мультимодальные вулканиты с преобладанием андезитов.                                              |
| глубоководные желоба и аккреционный клин                   | хаотические обломочные комплексы: олистостромы, турбидиты |
| энсиматические островные дуги                              | вулканиты — бонинитовые, толеитовые островодужные (андезибазальты и офиолиты)                                                                                                 |
| энсиалические островные дуги                               | известково-щелочная андезибазальтовая, известково-щелочная базальт- андезит-дацит-риолитовая серия, большое количество пирокластического материала (туфы), турбидиты          |
| окраинно-континентальные пояса                             | батолитовые пояса параллельные зонам субдукции, вулканиты дацит-риолитовой серии, красноцветная континентальная моласса                                                       |
| окраинное море                                             | большая мощность осадков, пирокластический материал |
| спрединговое окраинное море                                | задуговые офиолиты |
| неспрединговое окраинное море                              | флишеподобная, молассоидная и олистостромовая(подводно-оползневая) ассоциации                                                                                                 |
| Пассивные окраины континентов                              | отсутствие вулканических серий |
| шельф                                                      | грубообломочная молассоидная формация, органогенные известняки |
| континентальный склон                                      | флишевая и олистостромовая (подводно-оползневая) формация |
| континентальное подножие                                   | конусы выноса, глинисто-кремнистые отложения, флиш |
| Внутриконтинентальные                                      | |
| внутриконтинентальные рифты                                | грабеновая фация — континентальная грубообломочная толща осадков, бимодальная серия вулканитов (преобладают базальты повышенной щелочности и субщелочные риолиты)             |
| внутриконтинентальные магматические зоны                   | платобазальтовая формация (траппы —комплекс основных пород базальтового состава, эффузивных и гипабиссальных пород — продуктов внутриплитного магматизма)                     |
| коллизионные зоны (внутриконтинентальные складчатые пояса) | представлены продуктами геодинамических обстановок, в основном активных континентальных окраин, реликтами пассивных окраин континентов, реже океанических, «сшитых» гранитами |

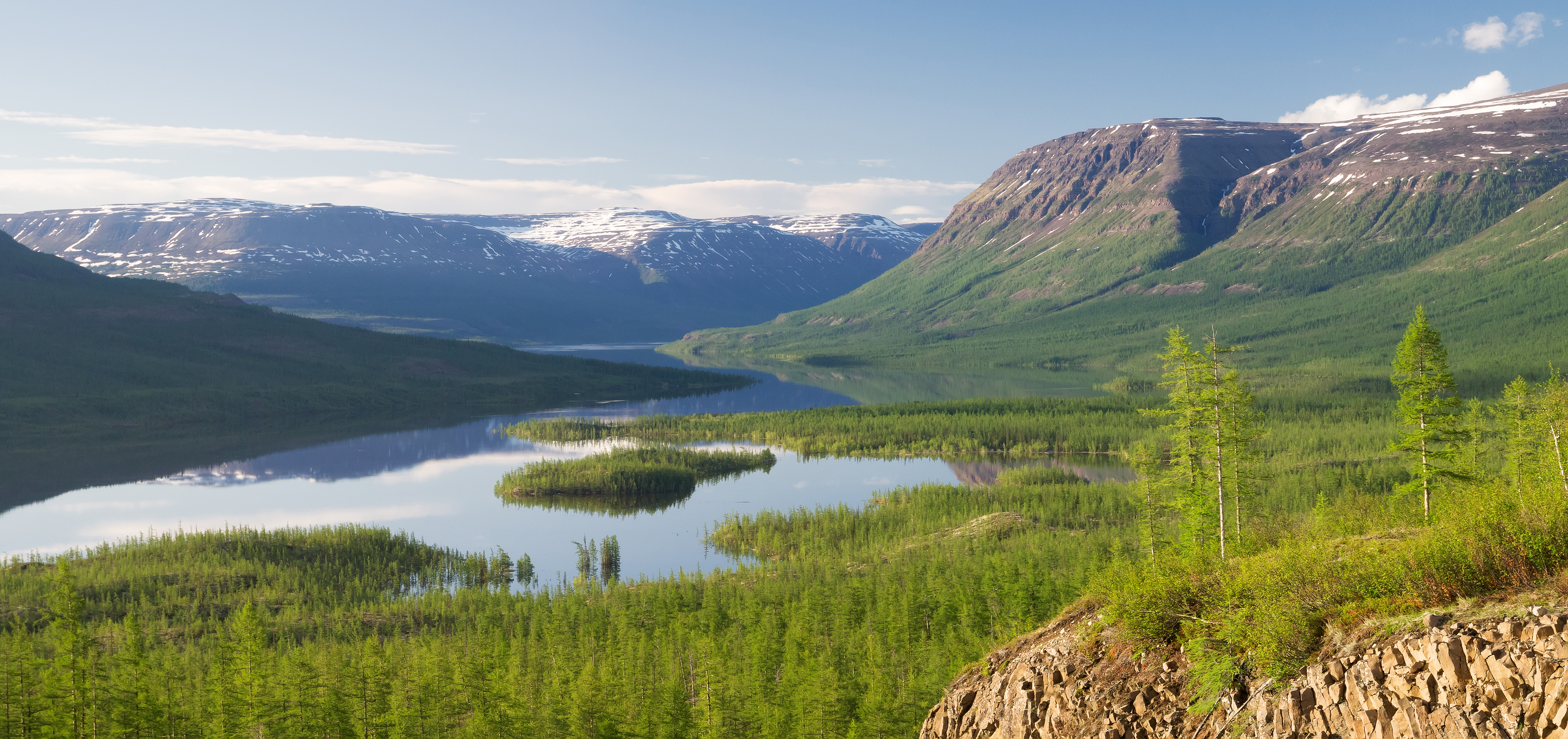
Трапповое плато Путорана (Восточная Сибирь)

#### Террейновый анализ[3]

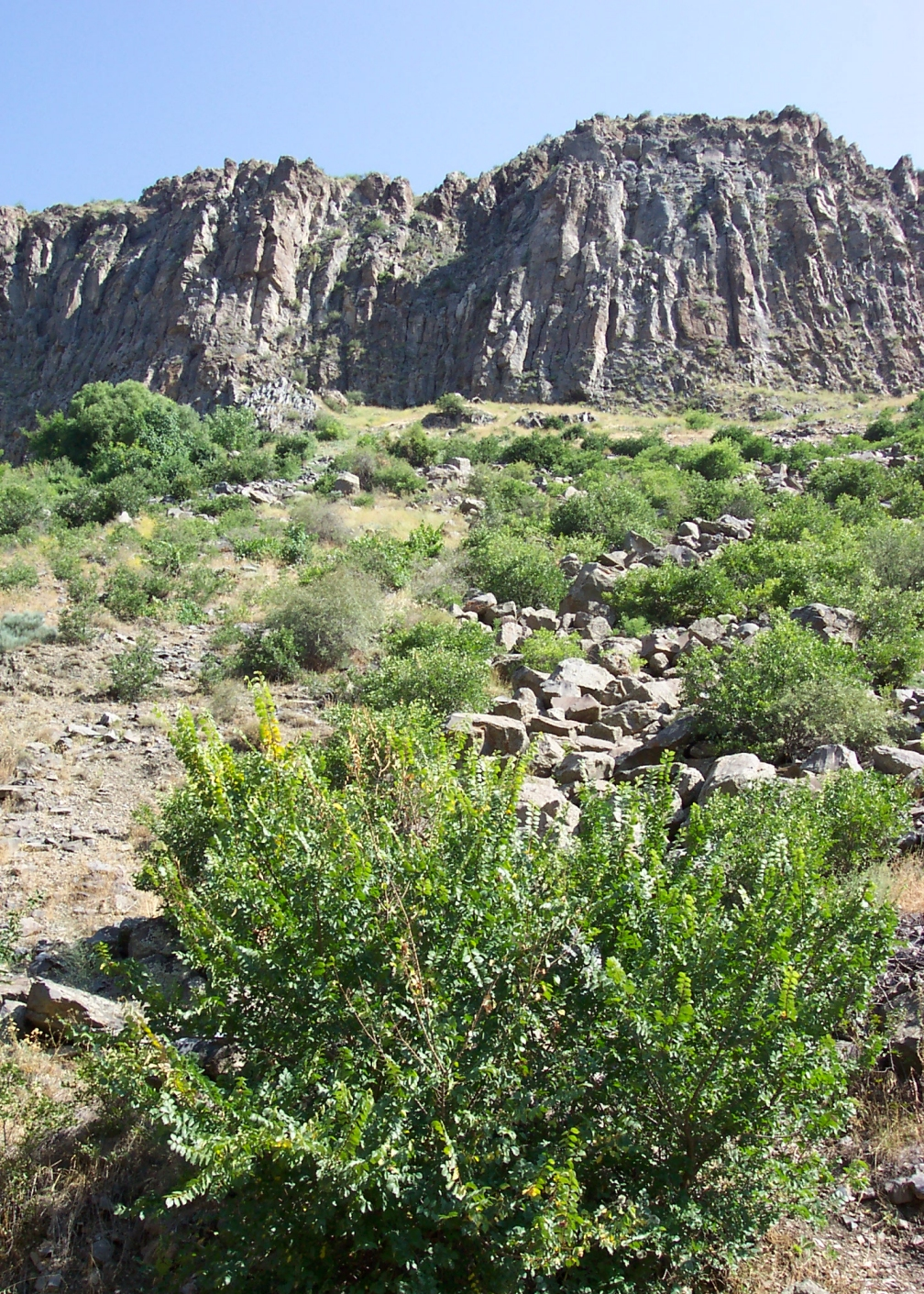
Террейн в Армении

Разновидностью геодинамического районирования является террейновый анализ. В его основу террейнового анализа положено представление региона в виде «мозаики» разнородных структурных элементов — обломков континентов, островных дуг, образований ложа океанов и окраинных морей, внутриокеанских поднятий и т. д.
Основными терминами террейнового анализа являются:
- кратон;
- террейн (более полно тектоно-стратиграфический террейн);
- коллизия (аккреция);
- амальгамация,
- перекрывающие и сшивающие образования.

Кратонами называют крупные докембрийские жёсткие участки земной коры — кристаллические фундаменты древних платформ.
Террейн — это ограниченный разломами крупный блок, характеризующийся внутренней однородностью и целостностью стратиграфии, тектоники и геологической истории, иной, чем у соседний террейнов. Террейны подразделяются на:
- Кратонный террейн — фрагмент кратона, образованный раннедокембрийскими кристаллическими породами.
- Миогеоклинальный террейн (террейн континентальной окраины) — фрагмент пассивной континентальной окраины, образованный мелководными шельфовыми осадочными комплексами, дистальными турбидитами склона или относительно глубоководными осадками подножия континента.
- Островодужный террейн — фрагмент островной вулканической дуги, сложенной вулканогенными, вулканогенно-осадочными и интрузивными породами островодужного происхождения, встречаются надсубдукционные офиолитовые комплексы.
- Океанический террейн — участок океанической коры, обдуцированный на континентальную кору, сложен офиолитами и фрагментами подводных вулканических островов, гайотов и тому подобное.
- Аккреционный террейн — фрагмент аккреционной призмы окраинно-континентальной или островной магматической дуги, сложенный хаотическим комплексом пород.
- Турбидитовый террейн — сложен толщами турбидитов различного происхождения, накопления континентального склона и его подножия, преддугового и тылового прогибов вулканической островной дуги, трогов.
- Составной террейн (супертеррейн) формируется в результате тектонического объединения(амальгамации) нескольких террейнов в одну тектоническую единицу.

Коллизией называется столкновение двух континентов или континента с островной дугой вдоль границы схождения плит, при которой происходит:
- деформация литосферы,
- утолщение, расслоение и скучивание литосферы,
- образованием магм гранитов,
- накоплением моласс; Флишевая толща

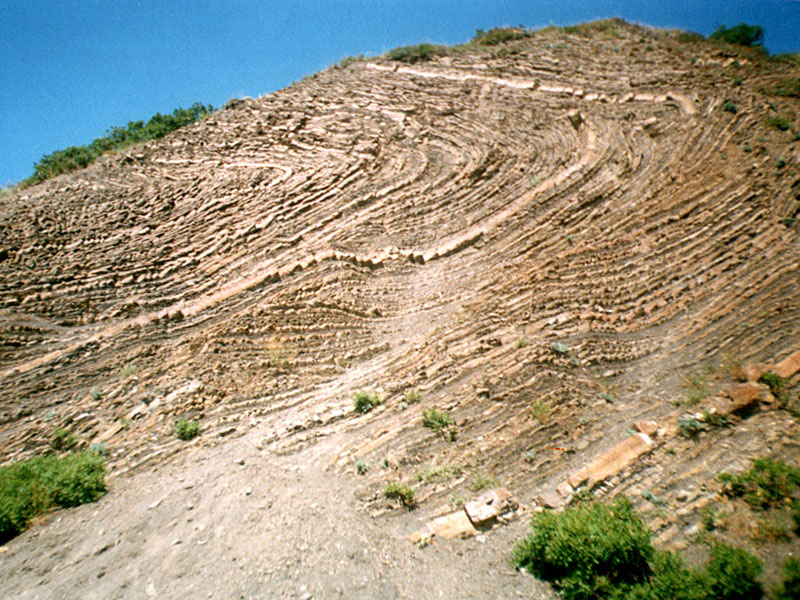
Флишевая толща

- формированием горно-складчатого сооружения

Перекрывающие и сшивающие образования  возникают после процесса амальгамации или аккрецинно-коллизионных событий, связанных со столкновением террейнов.
Перекрывающие образования обычно сложены осадочным или вулканогенно-осадочным породами, перекрывающими несколько смежных террейнов или террейн и окраину кратона. К таким образованиям относятся чехлы древних и молодых платформ, молассы краевых и межгорных прогибов и т. д.
Сшивающие образования представлены поясами интрузивных пород которые пронизывают и залечивают шов коллизии террейнов.
При анализе орогенных поясов используется термин шовная зона или сукура, что означает тектоническое выражение зоны коллизии. Шовные зоны обычно содержат офиолиты и/или метаморфические породы высоких давлений, такие как глаукофановые сланцы.

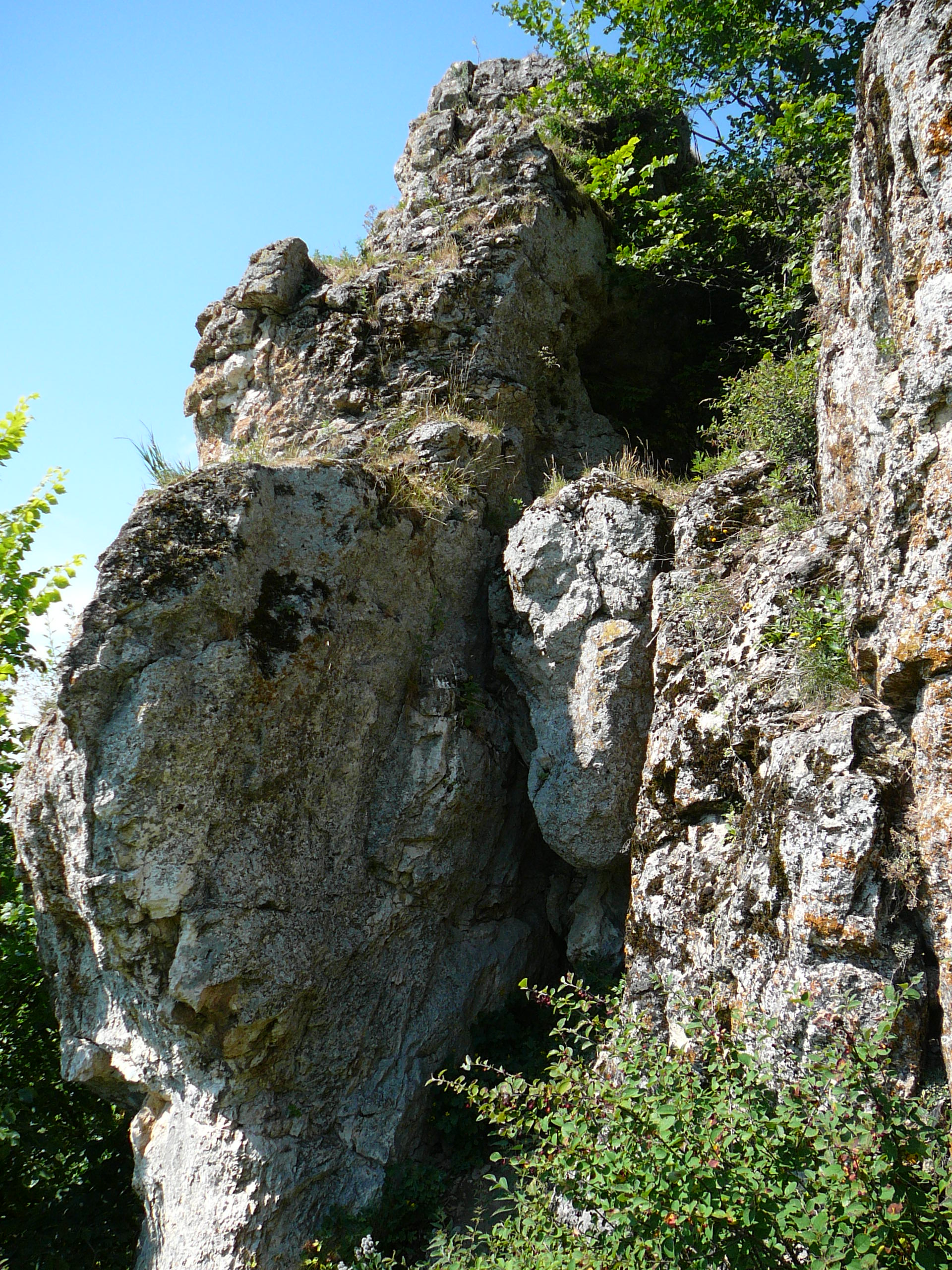
Разлом

Большинство террейнов раньше были разделены обширными пространствами с океанической корой, поэтому фрагменты к их границам приурочены отложения офиолитовой ассоциации и метаморфические породы. Однако эти комплексы не всегда однозначно указывают на границы террейнов. Границами террейнт являются крупные надвиги, сдвиги и сбросы, а также зоны тектонического меланжа, в составе которого могут присутствовать фрагменты офиолитовой ассоциации.

### Тектоническое районирование[3]
Тектоническое районирование основано на выделении крупных геологических регионов по возрасту окончательной фазы складчатости, после которой тектоническая деятельность в регионе практически прекратилась. Завершающей фазе складчатости соответствует аккреционно-коллизионному событию, после которого регион коносолидируется. При тектоническом районировании используется понятие эпохи тектоногенеза — интервала геологического времени, при котором происходили события, предшествующие консолидации участка земной коры (региона). Выделяются следующие эпохи:
- Беломорская (верхний архей) ;
- Карельская(нижний протерозой);
- Гренвильская (верхний протерозой, рифей — венд);
- Байкальская (верхний протерозой, рифей — венд);
- Каледонская (кембрий—силур);
- Герцинская (девон — карбон)
- Киммерийская (триас — мел)
- Альпийская (палеоген — четвертичный период)

Основным тектоническими элементами континентов являются древние платформы и складчатые пояса. Древние платформы — это устойчивые участки континентальной коры, состоящие из дорифейского кристаллического фундамента и осадочного чехла. В основании молодых платформ залегают породы гренвильско —альпийской эпох тектоногенеза(складчатости), сверху они перекрыты осадочными породами. Складчатые пояса — сложные, динамические зоны повышенной тектонической и магматической активности, возникшие в результате развития позднедокембрийских и фанерозойских океанических бассейнов.

## Методы региональной геологии
Основным методом региональной геологии является геологическая съёмка. При съёмке проводятся самые разнообразные полевые работы — аэровизуальные, геохимические, геофизические, горно-буровые, геодезические и многие другие. Отобранные в маршрутах или извлечённые из скважин образцы (керн), анализируются в лабораторных условиях, где определяется их гранулометрически и минеральные состав, физические и химические свойства, возраст.